# 紅九棘鱸
紅九棘鱸（学名：Cephalopholis sonnerati），又稱宋氏九刺鮨、網紋鱠、紅瓜子斑，為輻鰭魚綱鱸形目鱸亞目鮨科的其中一個種。

## 分布
本魚分布於印度太平洋的熱帶及亞熱帶海域，包括東非、日本南部、澳洲、台灣、萊恩群島等海域。

## 深度
水深12至120公尺。

## 特徵
本魚頭大，側線完全，在胸鰭上方呈一彎曲狀。鋤骨和腭骨具絨毛狀齒。前鰓蓋緣圓，後緣具鋸齒緣或不規則；下鰓蓋及間鰓蓋微具鋸齒，但埋於皮下。體被細小櫛鱗，側線鱗孔數66至76個，縱列鱗數115至134枚，背鰭鰭棘部相連無缺刻，背鰭第一鰭棘短，往後各鰭越來越長，尾鰭圓形，尾鰭後端暗色，具淡色緣。背鰭連續，有硬棘7枚，軟條14至16枚；臀鰭硬棘3枚，軟條9枚，胸鰭圓形呈橘色，中央之鰭條長於上下方之鰭條，且長於腹鰭，但約略等長於後眼眶長，腹鰭末緣略黑。魚體全身鮮紅色，頭部及體側上半部有許多深色，小於眼徑的紅斑散佈其上。體長可達30公分。幼魚時體側散佈黑色斑點。頭部、上頜骨和唇部泛著粉紅色光澤。

## 生態
為熱帶沿岸珊瑚礁魚類，喜棲息於多岩石底質的淺海，以小魚、蝦、蟹及節肢動物為食物。

## 經濟利用
食用魚，清蒸後加薑絲，紅燒均可，味質鮮美。